# Propagandastaffel
Pour les articles homonymes, voir Propaganda.
La Propagandastaffel (en allemand « escadron de propagande ») est un service chargé par les autorités de l'Allemagne nazie de la propagande et du contrôle de la presse et de l'édition françaises pendant l'Occupation.

## Mission
Après leur victoire en juin 1940, les autorités d'occupation s'appuient d'abord sur l'ambassade d'Allemagne à Paris (Hôtel Beauharnais) pour surveiller les publications, les spectacles et les émissions radiophoniques, puis mettent en place la « Propaganda-Abteilung Frankreich », qui développe dans les régions des services de propagande nazie et de censure appelés Propagandastaffel.
Chaque Propagandastaffel, dirigée par un commandant, emploie une trentaine de personnes et dispose de directeurs spéciaux (Sonderführer) chargés de domaines particuliers : censure des spectacles et pièces de théâtre, édition et presse, œuvres cinématographiques, et publicité et discours publics. Les directeurs, choisis pour leurs compétences dans le civil, portent l'uniforme et sont soumis au règlement militaire.
La Propaganda-Abteilung attribue en priorité le papier aux maisons d'édition et aux journaux qui se montrent favorables à la politique de l'occupant, tout en se réservant 20 % des approvisionnements. Son comité de censure relit les articles des journaux avant publication et ses dirigeants placent des hommes dévoués à la tête des rédactions et des entreprises de presse.

## La « liste Otto »
Installée à l'hôtel Majestic et dépendante du ministère de l'Éducation du peuple et de la Propagande du Reich, la Propagandastaffel de Paris recense notamment les livres interdits dans des listes qui portent le nom de leur responsable. Ainsi, la liste Bernhard, mise en œuvre fin août 1940, censure 143 livres politiques. La liste Otto du 28 septembre 1940 interdit des ouvrages d'écrivains juifs, des œuvres jugées hostiles à l'Allemagne, et même des livres antistaliniens pendant toute la durée du pacte germano-soviétique. En juillet 1941 sont ajoutés les livres d'auteurs anglais et américains, puis en mars 1942, la deuxième liste Otto, classée par auteur, répertorie la « littérature indésirable » et énumère « la littérature à promouvoir ».
Souvent en conflit avec l'ambassade d'Allemagne, la Propagandastaffel de Paris, installée avenue des Champs-Élysées, est supprimée en juillet 1942.